# Židovský hřbitov v Budyni nad Ohří
Židovský hřbitov v Budyni nad Ohří se nachází zhruba kilometr jihovýchodně od centra města Budyně nad Ohří, a to v poli, napravo od silnice do Vrbky. Založen byl zhruba v roce 1785 a rozkládá se na celkové ploše 2910 m2. Čítá asi 200 náhrobků, přičemž nejstarší dochovaný pochází z roku 1798 (jiný zdroj uvádí náhrobek z roku 1764, přenesený ze starého hřbitova). Poslední pohřeb zde proběhl patrně v roce 1938. Součástí hřbitova je i novorománská obřadní síň z druhé poloviny 19. století. V interiéru stavby se dochovaly zbytky iluzivní výmalby.
Hřbitov ohraničuje vysoká kamenná zeď a je uzamčen. Rovněž k němu nevede žádná cesta. V roce 2002 započala jeho rekonstrukce.

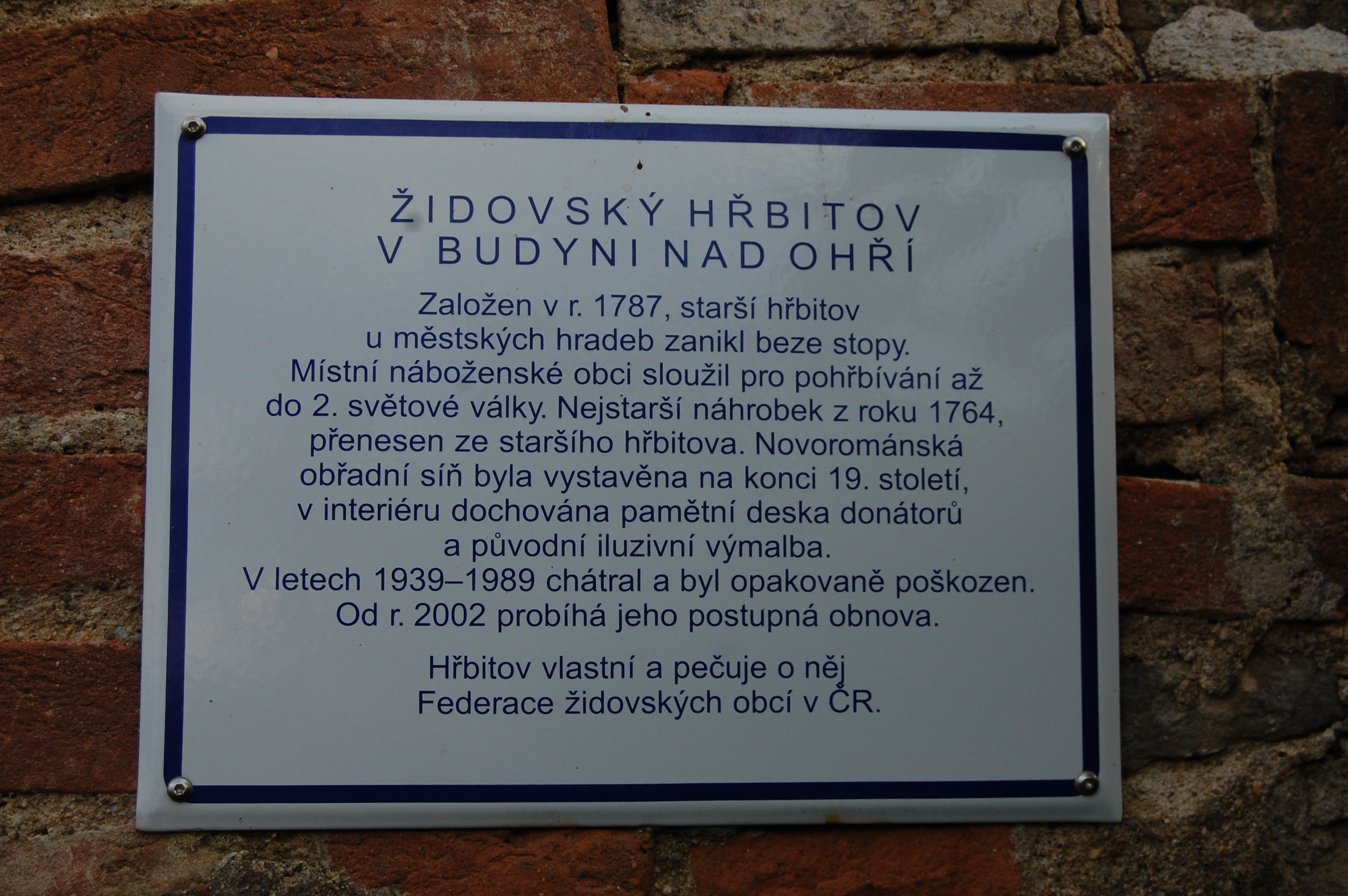
Informační cedule
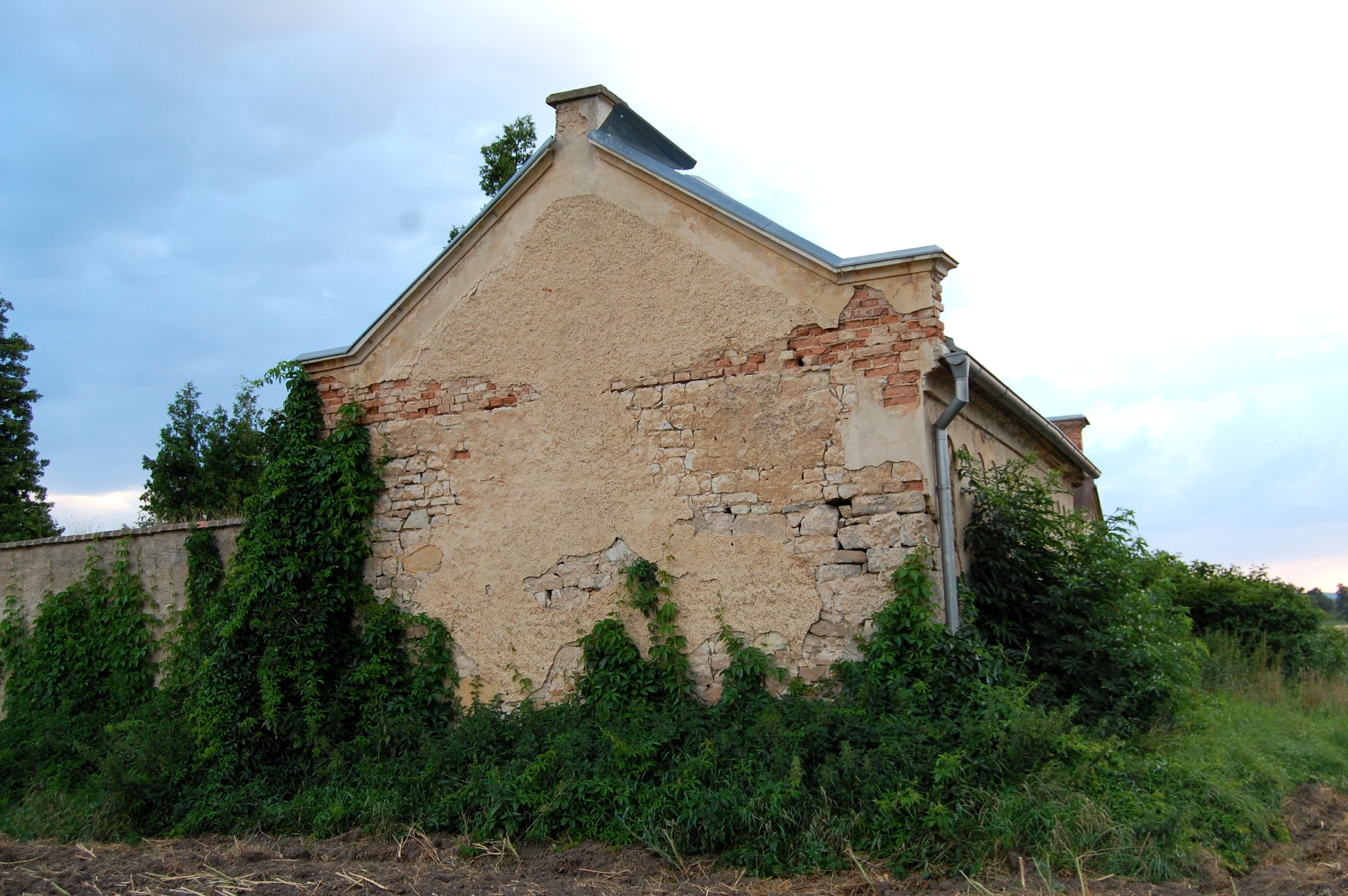
Zadní část obřadní síně
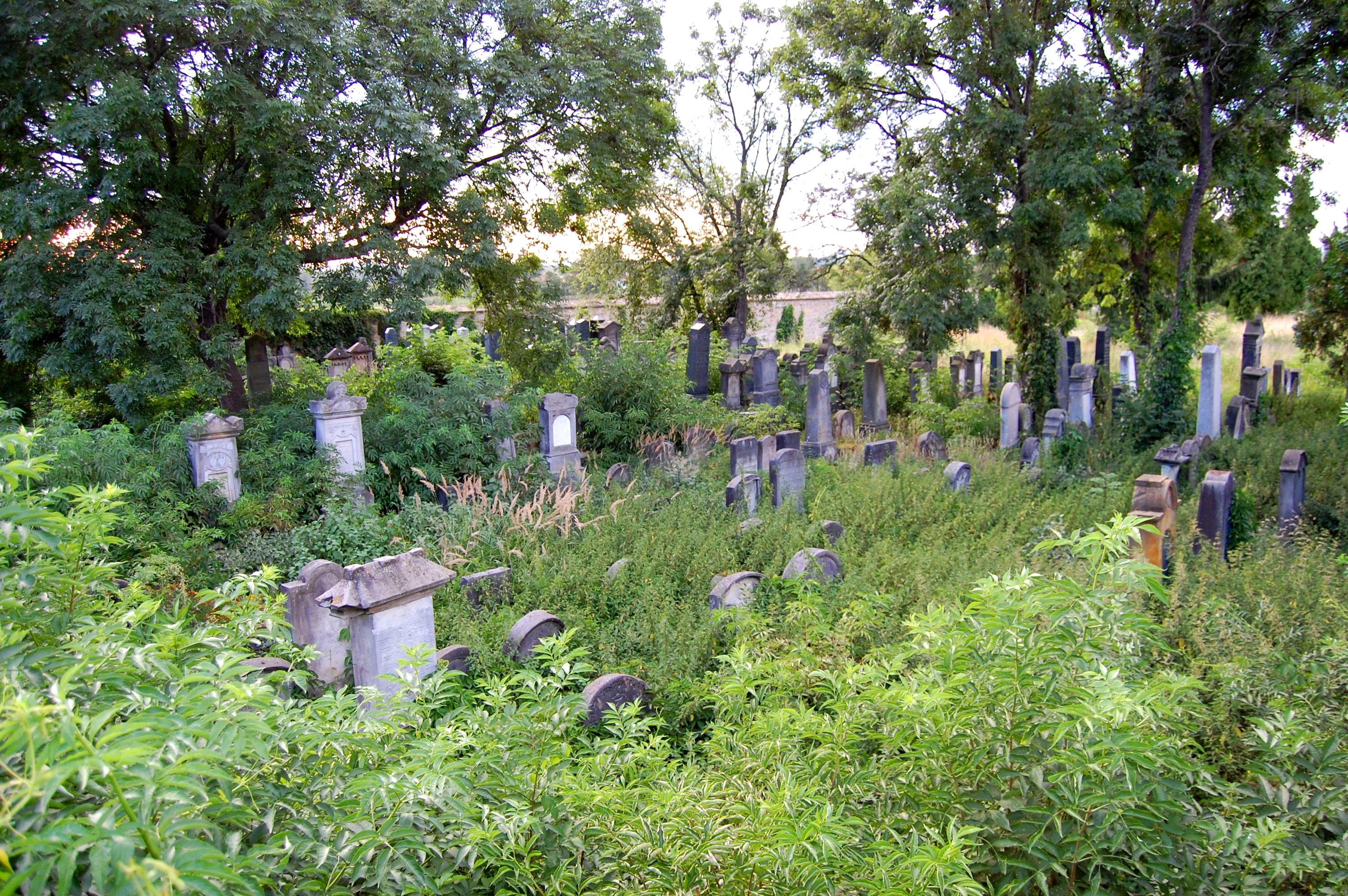
Náhrobní kameny